# Mirante do Vale

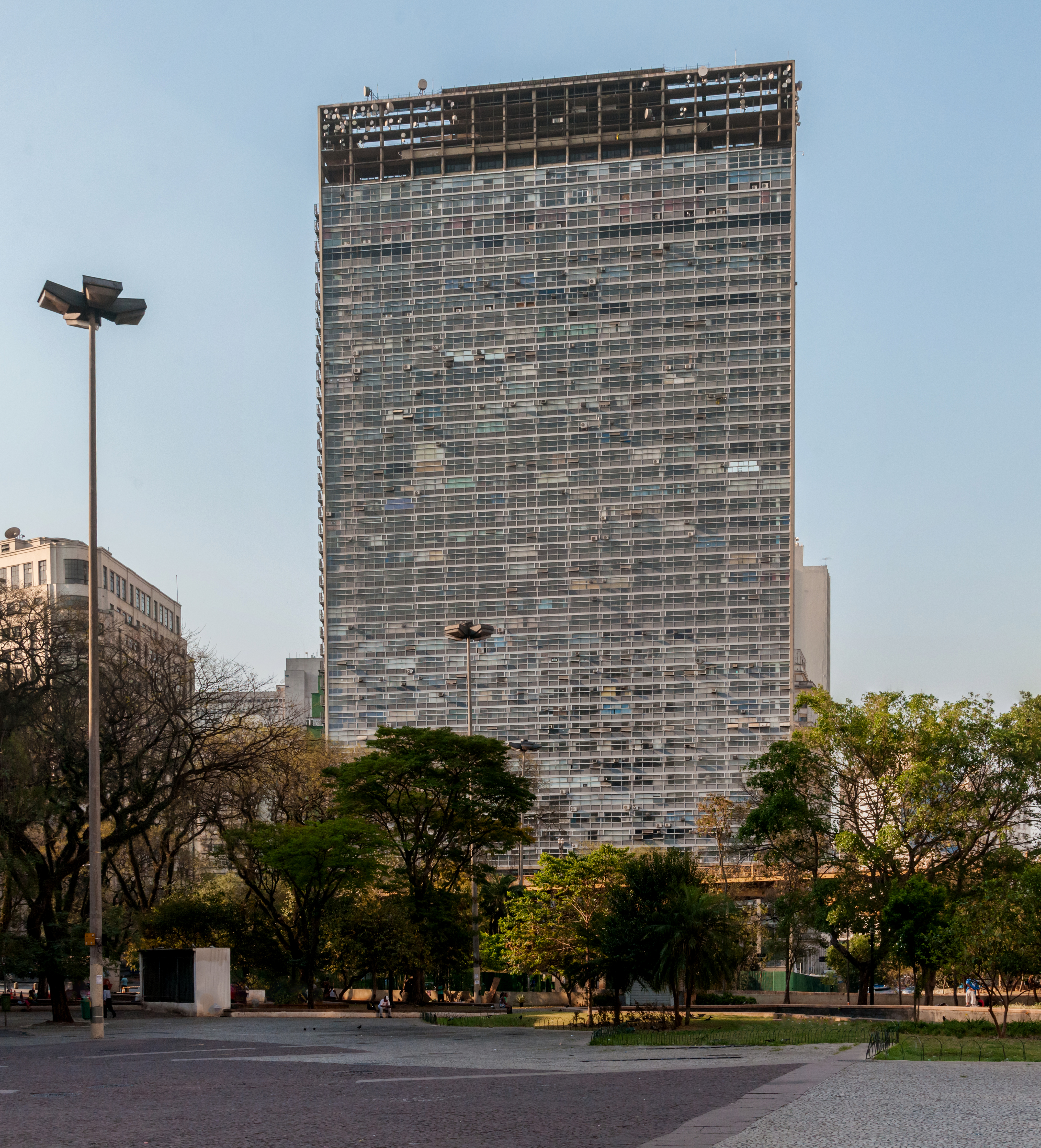
Mirante do Vale

Mirante do Vale este un Zgârie-nori construit în orașul São Paulo, Brazilia. conține 170 m (558 ft). Fondată în anul 1960.